# Stensgård (Sandby Sogn)
 For alternative betydninger, se Stensgård. (Se også artikler, som begynder med Stensgård)
Stensgaard  er dannet i 1800 af Søren Andersen Dons, som en avlsgård under Frederiksdal Gods og fik navnet Laurentzminde. Gården ligger i Sandby Sogn, Lollands Nørre Herred, Maribo Amt, Ravnsborg Kommune. Hovedbygningen er opført i 1803 og nye hovedbygning er opført i 2012
Stensgaard Gods er på 720 hektar Inkl tilhørende gårde

## Ejere af Stensgård
- (1800-1803) Søren Andersen Dons
- (1803-1805) Simon Hoff Clausen
- (1805-1835) P. Thorsen
- (1835-1840) J. Chr. Jensen
- (1840-1842) Enke Fru Jensen
- (1842-1843) Christian Ludvig Leopold von Schmettau
- (1843) N. J. Friderichsen
- (1843-1882) P. Friderichsen
- (1882-1924) Daniel F. C. le Marie
- (1924-1953) Enke Fru Beate Johanne le Marie
- (1953-1957) Enke Fru Beate Johanne le Maries dødsbo
- (1957-1961) Preben baron Bille-Brahe
- (1961-1968) Leif Henckel
- (1968-2004) Regnar Nymann
- (2004-) Christian Nymann

## Ekstern henvisninger
- Stensgård Gods Arkiveret 10. marts 2007 hos  Wayback Machine